# Puig de la Collada Verda
El Puig de la Collada Verda és una muntanya de 2.403 metres que fa de límit dels termes comunals de Pi de Conflent, de la comarca del Conflent i de Prats de Molló i la Presta, de la comarca del Vallespir, a la Catalunya del Nord.
Es troba al límit nord-occidental del terme de Prats de Molló i la Presta i al sud-oriental del de Pi de Conflent. És al nord-est de la Collada de Roques Blanques i al sud-oest de la Collada del Vent, al nord de l'extrem oriental de la Reserva Natural de Prats de Molló i la Presta.
Aquest cim està inclòs al llistat dels 100 cims de la FEEC
Aquesta muntanya és un destí freqüent de les rutes de senderisme del massís del Canigó.